# Stempeljochspitze

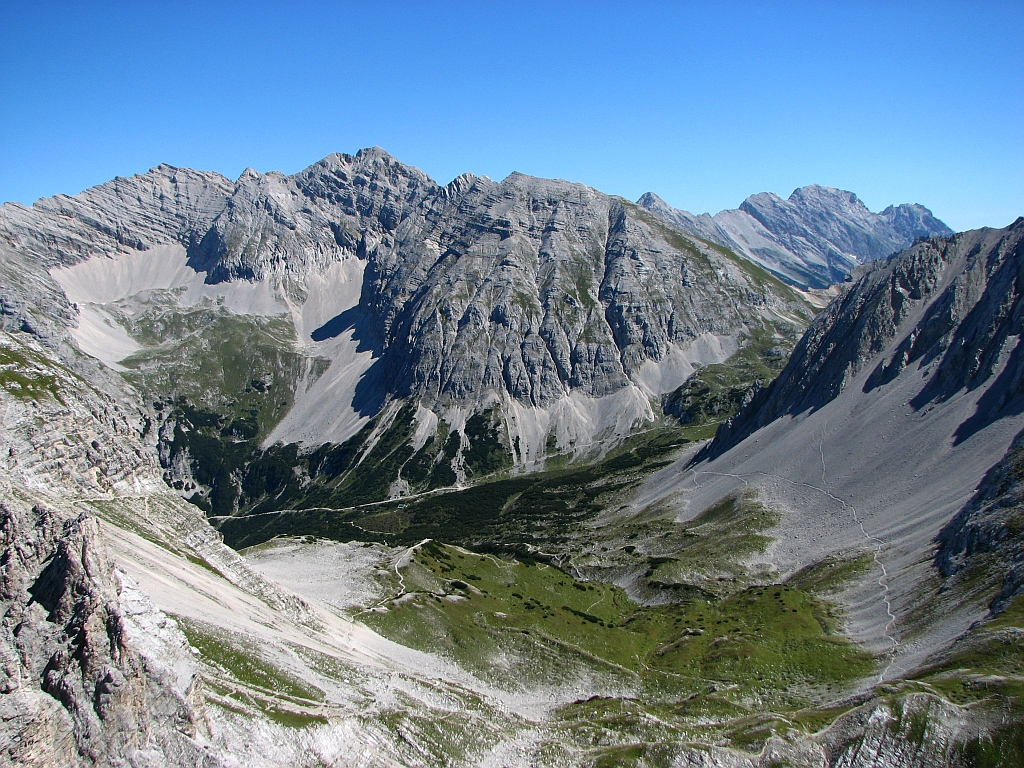
Die Stempeljochspitze zentral in der Bildmitte östlich über der Pfeis, von Süden verläuft der Normalweg vom Stempeljoch über den Grasrücken zum Gipfel (Ausblick von der Mandlspitze)

Die Stempeljochspitze, auch im Plural Stempeljochspitzen, ist ein 2543 m ü. A. hoher Berg in der  Gleirsch-Halltal-Kette im Karwendel in Tirol.

## Lage und Umgebung
Die Stempeljochspitzen befinden sich nördlich des 2215 m ü. A. hohen Stempeljoch, das die Gleirsch-Halltal-Kette mit der Nordkette verbindet. Die Große Stempeljochspitze erreicht 2543 m ü. A. und hat eher felsigen Charakter, während die etwa 200 Meter südwestlich gelegene Kleine Stempeljochspitze (2539 m ü. A.), die auch das Gipfelkreuz trägt, mit einem breiten grasigen Südrücken (Holzlege) zum Stempeljoch hin abfällt.

## Aufstieg
Der Normalweg führt vom Stempeljoch, das von der Arzler Scharte oder vom Goetheweg über die Pfeishütte (1922 m ü. A.) erreichbar ist, über den breiten Südrücken in etwa einer Stunde zur Kleinen und von dort in leichter Kletterei (Schwierigkeitsgrad I (UIAA)) zur Großen Stempeljochspitze. Dieser Anstieg ist auch eine beliebte Skitour. West- und ostseitig führen mehrere Kletterrouten der Schwierigkeitsgrade II bis VI- auf die Stempeljochspitzen.

## Einzelnachweise

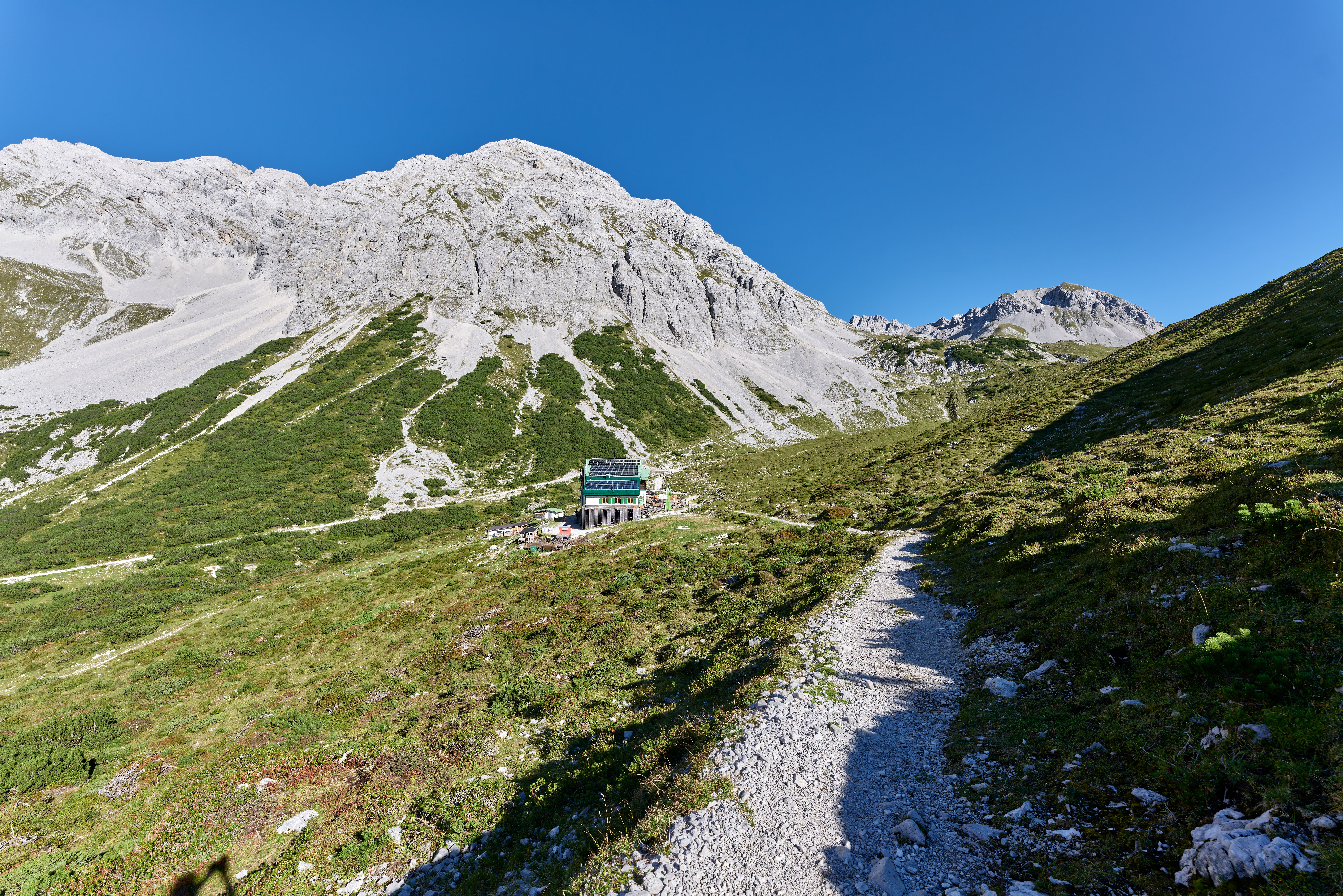
Kleine Stempeljochspitze von der Pfeishütte